# Antonio Fassina
Antonio Fassina (* 26. Juli 1945 in Valdobbiadene) ist ein ehemaliger italienischer Rallyefahrer und Unternehmer der seine Rallyes unter dem Pseudonym Tony bestritt.

## Karriere im Motorsport
Antonio Fassina bestritt seine Rallyes in den 1970er und 1980er Jahren und war dabei vor allem bei Rennveranstaltungen in Italien erfolgreich. 1976 und 1979 gewann er auf einem Lancia Stratos HF die Gesamtwertung der italienischen Rallyemeisterschaft. 1981 siegte er erneut in diesem Championat: diesmal am Steuer eines Opel Ascona. Ein Jahr später sicherte er sich die Gesamtwertung der Rallye-Europameisterschaft.
In der Rallye-Weltmeisterschaft war er nur fünfmal am Start, und dies ausschließlich bei der Rallye San Remo zwischen 1976 und 1981. Seine Auftritte dort waren jedoch sehr erfolgreich. 1979 siegte er auf einem Lancia Stratos der Scuderia Jolly Club vor Walter Röhrl und Attilio Bettega, die Werks-Fiat 131 Abarth fuhren. 1977 und 1981 wurde er Dritter. Bei seinen fünf Starts erzielte er 28 Sonderprüfungsbestzeiten.

## Unternehmer
Nach dem Ende seiner Rennkarriere eröffnete er in Mailand die Fassina Group, eine Automobilwerkstätte und Herstellervertretung. Heute gehört das Unternehmen zu einem der größten dieser Art in Oberitalien und vertreibt neben Modellen der Fiat-Gruppe und Audi auch exklusive Fahrzeuge von Ferrari, Infiniti und McLaren.